# Dawn Faith
Dawn Faith Mackay (nhũ danh Mlotshwa, sinh ngày 16 tháng 1 năm 1982 tại KwaMashu, KwaZulu-Natal, Nam Phi) là một tác giả, nhạc sĩ, diễn giả, nhà hoạt động xã hội người Nam Phi và là người dẫn chương trình truyền hình của riêng cô có tựa đề Deep & Meaningful. Cô bắt đầu sự nghiệp âm nhạc của mình vào năm 2008 khi làm việc với một nghệ sĩ địa phương ở Nam Phi và từ đó đã phát hành EP đầu tay vào năm 2015 với tựa đề "Audience of One". Năm 2016, cô thành lập một công ty sản xuất TV, MYZIZI Productions, đặt theo tên con gái Zinhle (Zizi) Grace, đứa con cô sinh ra khoảng bốn tháng và chết ba tháng tuổi. tại Melbourne, Úc.

## Đầu đời
Tình yêu ca hát của Mackay bắt đầu trong nhà thờ của bà ngoại cô, nằm ở thị trấn KwaMashu của Nam Phi, nơi Mackay lớn lên. Tình yêu này được nuôi dưỡng bởi mẹ cô, người sẽ phá vỡ các kỷ lục của Aretha Franklin, Donnie Hathaway và Kool & The Gang vào sáng sớm và tối muộn. Ngay từ nhỏ, Mackay cũng đã trải nghiệm sức mạnh của âm nhạc trong việc tạo ra sự thay đổi xã hội, khi nó hình thành nhạc nền cho phong trào chống phân biệt chủng tộc.

## Hoạt động xã hội
Bị ảnh hưởng bởi sự dạy dỗ và một khát vọng sâu sắc để tạo nên sự khác biệt, Mackay đã dành phần lớn cuộc đời của mình để truyền cảm hứng cho những người trẻ tuổi vượt lên trên hoàn cảnh của họ. Cô là Giám đốc Nam Phi của một trong những tổ chức thanh niên lớn nhất thế giới, Oaktree (tổ chức) và hợp tác với tổ chức 46664 của Nelson Mandela để tìm cách sử dụng âm nhạc cho tốt. Sau khi chuyển đến Úc vào năm 2009, cô đã mở rộng việc theo đuổi công lý, làm việc để trao quyền cho thanh niên có hoàn cảnh khó khăn và những người nhập cư gần đây.